# Kapitanskaja dotjka
Kapitanskaja dotjka (russisk: Капитанская дочка) er en sovjetisk spillefilm fra 1958 af Vladimir Kaplunovskij.

## Medvirkende
- Oleg Strizjenov som Pjotr Grinjov
- Sergej Lukjanov som Jemeljan Pugatjoov
- Ija Arepina som Masja Mironova
- Vladimir Dorofejev som Ivan Kuzmitj
- Irina Zarubina som Vasilisa Jegorovna